# Colegio de Ingenieros de Venezuela
El Colegio de Ingenieros de Venezuela (CIV) es un cuerpo gremial colegiado y moral de carácter público, con personalidad jurídica y patrimonio propio, integrado por todos los profesionales inscritos en el mismo, hállense o no en el ejercicio de su profesión, regulado además por la Ley del Ejercicio de la Ingeniería, Arquitectura y Profesiones Afines de Venezuela. Su propósito principal es velar por el interés público y actuar como asesor del estado en asuntos relacionados con áreas de la ingeniería. El CIV regula el ejercicio profesional de los ingenieros venezolanos y atiende a los intereses generales de sus agremiados.

## Historia
Para el año 1844, el ingeniero Olegario Meneses recomendó la creación del Colegio de Ingenieros. Sin embargo, no es sino hasta el 24 de octubre de 1860, que el presidente Manuel Felipe de Tovar promulgó el decreto en el cual se reglamenta la Academia de Matemáticas y enuncia en su artículo 45 que todos los ingenieros de la República constituirán un cuerpo que se denominará "Colegio de Ingenieros". 
El 27 de octubre de 1861, el ingeniero Agustín Aveledo ofrece la sede del Colegio de Santa María, situado entre las esquinas de Veroes a Jesuitas de Caracas, para la celebración de la junta preparatoria  quedando instalado el Colegio de Ingenieros de Venezuela (CIV) el 28 de octubre de 1861. Inicialmente adscrito al antiguo Ministerio de Guerra y Marina fue dirigido por el Comandante de Ingenieros Juan José Aguerrevere y como Secretario el Teniente de Ingenieros, Francisco de Paula Acosta. Más tarde, en 1881, el colegio queda adscrito al Ministerio de Educación.
En 1922, el ingeniero Vicente Lecuna, quien más tarde habría de convertirse en el más insigne historiador de la vida y obra de Simón Bolívar, promueve la discusión del proyecto de "Ley de Ejercicio de la Ingeniería", estatuto en el que se establece la facultad del CIV para formular los aranceles de honorarios profesionales y velar por los más altos intereses generales del gremio, que lo convierte en fiel celador de la ética profesional. A partir de ese momento se inicia una etapa de crecimiento del CIV y su importancia se consolida sin pausa en resguardo del crédito profesional y de la aplicación rigurosa de las mejoras técnicas en las obras públicas y privadas y a él se debe en gran medida la introducción de las modernas ciencias y de los más avanzados procedimientos que han dado como fruto el desarrollo Venezuela de nuestros días, con sus audaces autopistas y viaductos, las gigantescas obras hidráulicas, los elevados rascacielos y los grandes complejos industriales.
El CIV sin residencia propia desde sus inicios fija su asiento en el edificio de Parque Los Caobos, donde se inauguró en 1941, gracias al patrocinio del Ing. Enrique Jorge Aguerrevere, para ese entonces Ministro de Obras Públicas, y erigido conforme al proyecto de Luis Eduardo Chataing, uno de los grandes arquitectos de la época contemporánea. Contaba entonces el país con un millar de ingenieros, arquitectos y profesionales afines.

## Centros de Ingenieros de Venezuela
Al Colegio de Ingenieros de Venezuela están adscritos 30 centros regionales en 21 de las 24 entidades federales del país que ejercen su representación en las respectivas jurisdicciones.
| - Centro de Ingenieros del Área Metropolitana (CIAM) - Centro de Ingenieros del Estado Aragua (CEINAR) - Centro de Ingenieros del Estado Carabobo (CEIDEC) - Centro de Ingenieros de Puerto Cabello, Estado Carabobo - Centro de Ingenieros del Estado Yaracuy - Centro de Ingenieros del Estado Falcón (CIEF) - Centro de Ingenieros del Estado Lara (CIEL) - Centro de Ingenieros del Estado Zulia (CIDEZ) - Centro de Ingenieros de la Costa Oriental de Lago, Estado Zulia - Centro de Ingenieros del Estado Trujillo - Centro de Ingenieros de Valera, Estado Trujillo - Centro de Ingenieros de San Cristóbal, Estado Táchira - Centro de Ingenieros del Estado Barinas - Centro de Ingenieros de Guanare, Estado Portuguesa - Centro de Ingenieros de Araure, Estado Portuguesa | - Centro de Ingenieros del Estado Cojedes - Centro de Ingenieros del Estado Guárico - Centro de Ingenieros de Calabozo, Estado Guárico - Centro de Ingenieros de Valle de la Pascua, Estado Guárico - Centro de Ingenieros del Estado Apure (Ciapure) - Centro de Ingenieros del Estado Anzoátegui (CIANZ) - Centro de Ingenieros de Cumaná, Estado Sucre - Centro de Ingenieros de Carúpano, Estado Sucre - Centro de Ingenieros de La Asunción, Estado Nueva Esparta - Centro de Ingenieros del Estado Monagas - Centro de Ingenieros del Estado Delta Amacuro - Centro de Ingenieros del Estado Bolívar - Centro de Ingenieros de Guayana, Estado Bolívar - Centro de Ingenieros de Guri, Estado Bolívar |

## Sociedades
El Colegio de Ingenieros de Venezuela auspicia y mantiene adscritas varias asociaciones gremiales ingenieriles especializadas, cada una con personalidad jurídica propia.
Asociación Venezolana de Ingenieros,Arquitectos y Afines, Empresarios y de la Gerencia
- Sociedad Venezolana de Ingenieros Civiles
- Sociedad Venezolana de Ingeniería Industrial

- Sociedad Venezolana de Forestales
- Sociedad Venezolana de Geotecnia
- Sociedad Venezolana de Ingenieros de Petróleo
- Sociedad de Ingeniería de Tasación de Venezuela
- Sociedad de Ingenieros y Técnicos de Seguridad, Higiene y Ambiente

## Fundaciones
El Colegio de Ingenieros de Venezuela ha creado diversas fundaciones con personalidad jurídica propia, conexas a la ingeniería o a la salvaguarda de los intereses del gremio.
- Fundación Instituto de Mejoramiento Profesional
- Fondo de Previsión Social
- Fundación Cagigal, para el mejoramiento profesional
- Fundación Juan José Aguerrevere, para divulgación de conocimiento científico y tecnológico de la ingeniería
- Fundación Comisión de Ingenieros de Venezuela Joven

## Día del ingeniero
Como resultado de la instalación del Colegio de Ingenieros de Venezuela, cada 28 de octubre se conmemora el día del ingeniero en Venezuela.

## Enláces externos
- Sitio oficial

- Datos: Q16550271